# Bart Staes
Bart Staes (ur. 7 sierpnia 1958 w Izegem) – belgijski i flamandzki polityk, poseł do Parlamentu Europejskiego V, VI, VII i VIII kadencji.

## Życiorys
Z wykształcenia jest nauczycielem niderlandzkiego, angielskiego i ekonomii.
W okresie 1983–1999 był zatrudniony w Parlamencie Europejskim jako asystent frakcji deputowanych. Od początku lat 80. działał we flamandzkiej Unii Ludowej, zasiadając we władzach tego ugrupowania i jego organizacji młodzieżowej. Po rozpadzie tej formacji dołączył do flamandzkiego ugrupowania Groen! (od 2012 działającego pod nazwą Groen).
W 1999, 2004, 2009 i 2014 uzyskiwał mandat posła do Parlamentu Europejskiego. Został członkiem grupy zielonych. W PE objął m.in. funkcję wiceprzewodniczącego Komisji Kontroli Budżetowej.